# شهرستان شییانگ
شهرستان شییانگ (به لاتین: Xiyang County) یک شهرستان‌های جمهوری خلق چین در چین است که در جینجونگ واقع شده‌است.